# کوکی هاسگاوا
کوکی هاسگاوا (انگلیسی: Koki Hasegawa؛ زادهٔ ۲۷ آوریل ۱۹۹۹) بازیکن فوتبال اهل ژاپن است.
از باشگاه‌هایی که در آن بازی کرده‌است می‌توان به باشگاه فوتبال توکیو اشاره کرد.